# Clavatula kraepelini
Clavatula kraepelini é uma espécie de gastrópode do gênero Clavatula, pertencente a família Clavatulidae.